# Platypalpus canus
Platypalpus canus är en tvåvingeart som beskrevs av Axel Leonard Melander 1902. Platypalpus canus ingår i släktet Platypalpus och familjen puckeldansflugor.
Artens utbredningsområde är Kalifornien. Inga underarter finns listade i Catalogue of Life.